# Generali Seguros
Generali Seguros és la marca comercial de Generali Espanya, Sociedad Anónima de Seguros y Reaseguros.
Generali Seguros és una companyia asseguradora espanyola, que forma part de l'assegurador italià Assicurazioni Generali, la seva activitat es basa a oferir solucions asseguradores tant a particulars com a pimes o grans corporacions.
La compañia va néixer gràcies a la fusió resultant entre Banco Vitalicio i Estrella Seguros, ambdues també pertanyien a la italiana Assicurazioni Generali.
Disposa (2013) de 2 milions d'assegurats, una xarxa de 1.571 oficines d'agència més 119 pròpies i 10.000 professionals entre corredors i agents.

## Història
En 1831 es produeix la Constitució de Assicurazioni Generali i tres anys més tard s'estableix a Espanya.
Els orígens de la companyia a Espanya es remunten a 1880, quan el 2 de juny La Previsión va començar a operar a Barcelona. El 30 de març de 1881, d'altra banda, es va establir en aquesta mateixa ciutat el Banco Vitalicio de Catalunya.
En 1887, ambdues entitats es van fusionar, prenent la nova societat el nom Banco Vitalicio d'Espanya, amb Claudi López i Bru (Marquès de Comillas), com a president.
El 1901 es constitueix La Estrella.
El 1991, el Banco Vitalicio d'Espanya va passar a formar part de "Holding Assegurador Central Hispano-Generali", al qual pertanyia en un 97,85%, i entre els principals accionistes del qual es trobaven la companyia asseguradora Assicurazioni Generali i el Banc Central Hispanoamericà.
En 1992 La Estrellal s'incorpora a Grup Generali.
En 2009 es va anunciar la integració de les companyies Estrella i Vitalicio per operar sota la marca de Generali Seguros. El procés d'integració va culminar al juliol de 2010.

## Patrocini esportiu
La companyia és el sponsor titular del Gran Premi de Motociclisme de Xest, conegut com a "Gran Premi GENERALI de laComunitat Valenciana", última carrera del campionat mundial, des de 2008.
A més, des del 2012 és l'assegurador oficial de MotoGP en les 18 carreres que es duen a terme a tot el món.
A la fi dels noranta es va patrocinar l'equip ciclista del mateix nom, Vitalicio Seguros.